# Inanitionsikterus
Der Inanitionsikterus stellt eine Sonderform des Ikterus (Gelbsucht) beim Tier dar.
Die Krankheit ist gekennzeichnet durch eine Erhöhung der Bilirubinkonzentration im Blut (Hyperbilirubinämie). Diese entsteht durch eine Mobilisation der Fettreserven. Die dadurch freigesetzten freien Fettsäuren verdrängen Bilirubin I am Albumin im Blut sowie an den Transportproteinen  Ligandin (Y-Protein) und Z-Protein in den Leberzellen. 
Da der tatsächliche Auslöser die Fettmobilisation ist, deutet ein erhöhter Bilirubingehalt auf eine reduzierte bzw. ganz eingestellte Futteraufnahme hin. Bei mittel- bis hochgradig erhöhten Bilirubinkonzentrationen ist ein Inanitionsikterus jedoch unwahrscheinlich. Hämolytische Prozesse kommen dann eher in Frage.
Auch Gallensäuren und verschiedene Medikamente stehen in Transportkonkurrenz zu Bilirubin. 
Beim Rind können Bilirubinkonzentrationen zwischen 5 und 20 µmol/l als Inanitionsikterus interpretiert werden.